# Gauliga Niedersachsen 1941/42
Die Gauliga Niedersachsen 1941/42 war die neunte und letzte Spielzeit der Gauliga Niedersachsen des Deutschen Fußball-Bundes. Die Gauliga Niedersachsen wurde in dieser Saison erneut in zwei Gruppen zu je sechs Mannschaften eingeteilt. Die jeweils drei besten Mannschaften qualifizierten sich für eine Finalgruppe, in denen der Gaumeister ausgespielt wurde. Am Ende setzte sich der SV Werder Bremen durch und wurde somit zum vierten Mal niedersächsischer Gaumeister. Bremen qualifizierten sich dadurch für die deutsche Fußballmeisterschaft 1941/42, bei der sie nach Siegen über Hamborn 07 und dem Eimsbütteler TV das Viertelfinale erreichten, dort jedoch nach einer 3:4-Niederlage gegen die Kickers Offenbach ausschieden.
Dies war die letzte Spielzeit der Gauliga Niedersachsen. Kriegsbedingt wurde sie zum Ende der Saison aufgelöst und durch die Gauliga Südhannover-Braunschweig und die Gauliga Weser-Ems ersetzt. Ein Jahr später kam noch die Gauliga Osthannover hinzu.

## Gruppe Nord
| Pl. | Verein              | Sp. | S | U | N | Tore    | Quote | Punkte |
| --- | ------------------- | --- | - | - | - | ------- | ----- | ------ |
| 1.  | SV Werder Bremen    | 10  | 6 | 4 | 0 | 043:130 | 3,31  | 16:40  |
| 2.  | SpVgg Wilhelmshaven | 10  | 5 | 2 | 3 | 044:170 | 2,59  | 12:80  |
| 3.  | VfL Osnabrück       | 10  | 4 | 3 | 3 | 027:230 | 1,17  | 11:90  |
| 4.  | Schinkel 04         | 10  | 2 | 3 | 5 | 025:410 | 0,61  | 07:13  |
| 5.  | TSV Osnabrück (N)   | 10  | 3 | 1 | 6 | 020:410 | 0,49  | 07:13  |
| 6.  | ASV Blumenthal      | 10  | 3 | 1 | 6 | 016:400 | 0,40  | 07:13  |

| (N) | Aufsteiger aus der Bezirksliga |

## Gruppe Süd
| Pl. | Verein                 | Sp. | S | U | N | Tore    | Quote | Punkte |
| --- | ---------------------- | --- | - | - | - | ------- | ----- | ------ |
| 1.  | Eintracht Braunschweig | 10  | 8 | 0 | 2 | 050:210 | 2,38  | 16:40  |
| 2.  | LSV Wolfenbüttel (N)   | 10  | 5 | 2 | 3 | 035:240 | 1,46  | 12:80  |
| 3.  | Hannover 96 (M)        | 10  | 5 | 1 | 4 | 023:230 | 1,00  | 11:90  |
| 4.  | SV Linden 07           | 10  | 4 | 2 | 4 | 026:360 | 0,72  | 10:10  |
| 5.  | SV Arminia Hannover    | 10  | 4 | 1 | 5 | 035:290 | 1,21  | 09:11  |
| 6.  | 1. SC Göttingen 05     | 10  | 1 | 0 | 9 | 010:460 | 0,22  | 02:18  |

| (M) | Titelverteidiger               |
| (N) | Aufsteiger aus der Bezirksliga |

## Finalrunde
| Pl. | Verein                 | Sp. | S  | U | N | Tore    | Quote | Punkte |
| --- | ---------------------- | --- | -- | - | - | ------- | ----- | ------ |
| 1.  | SV Werder Bremen       | 10  | 10 | 0 | 0 | 036:700 | 5,14  | 20:0   |
| 2.  | LSV Wolfenbüttel       | 10  | 5  | 0 | 5 | 017:200 | 0,85  | 10:10  |
| 3.  | Eintracht Braunschweig | 10  | 3  | 3 | 4 | 022:100 | 2,20  | 09:11  |
| 4.  | SpVgg Wilhelmshaven    | 10  | 3  | 3 | 4 | 008:120 | 0,67  | 09:11  |
| 5.  | Hannover 96 (M)        | 10  | 2  | 2 | 6 | 013:240 | 0,54  | 06:14  |
| 6.  | VfL Osnabrück          | 10  | 2  | 2 | 6 | 004:270 | 0,15  | 06:14  |

| (M) | Titelverteidiger |

## Aufstiegsrunden

### Zur Gauliga Südhannover-Braunschweig
Gruppe I:
| Platz | Verein                | Spiele | Tore | Quote | Punkte |
| ----- | --------------------- | ------ | ---- | ----- | ------ |
| 1.    | WSV Nebeltruppe Celle | 4      | 8:7  | 1,14  | 5:3    |
| 2.    | VfB Braunschweig      | 4      | 6:6  | 1,00  | 4:4    |
| 3.    | SpVg Hannover 97      | 4      | 7:8  | 0,88  | 3:5    |

Gruppe II:
| Platz | Verein                 | Spiele | Tore  | Quote | Punkte |
| ----- | ---------------------- | ------ | ----- | ----- | ------ |
| 1.    | RSG Eintracht Hannover | 4      | 16:60 | 2,67  | 7:1    |
| 2.    | MSV Lüneburg           | 4      | 12:15 | 0,80  | 4:4    |
| 3.    | Eibia Walsrode         | 4      | 02:90 | 0,22  | 1:7    |

Gruppe III:
| Pl. | Verein           | Sp. | S | U | N | Tore    | Quote | Punkte |
| --- | ---------------- | --- | - | - | - | ------- | ----- | ------ |
| 1.  | SVG Göttingen 07 | 2   | 2 | 0 | 0 | 008:400 | 2,00  | 04:0   |
| 2.  | MTV Goslar       | 2   | 0 | 0 | 2 | 004:800 | 0,50  | 0:40   |

Gruppe IV:
| Pl. | Verein             | Sp. | S | U | N | Tore    | Quote | Punkte |
| --- | ------------------ | --- | - | - | - | ------- | ----- | ------ |
| 1.  | TuSS Hildesheim 07 | 2   | 2 | 0 | 0 | 014:000 | ∞     | 04:0   |
| 2.  | FC 08 Herzberg     | 2   | 0 | 0 | 2 | 000:140 | 0,00  | 0:40   |

### Zur Gauliga Weser-Ems
- Bremer SV 06
- Bremerhaven 93
- Bremer Sportfreunde
- LSV Quakenbrück (trat nicht an, für ihn rückte der VfB Oldenburg nach)